# 善導寺站
25°02′40″N 121°31′25″E / 25.04444°N 121.52361°E

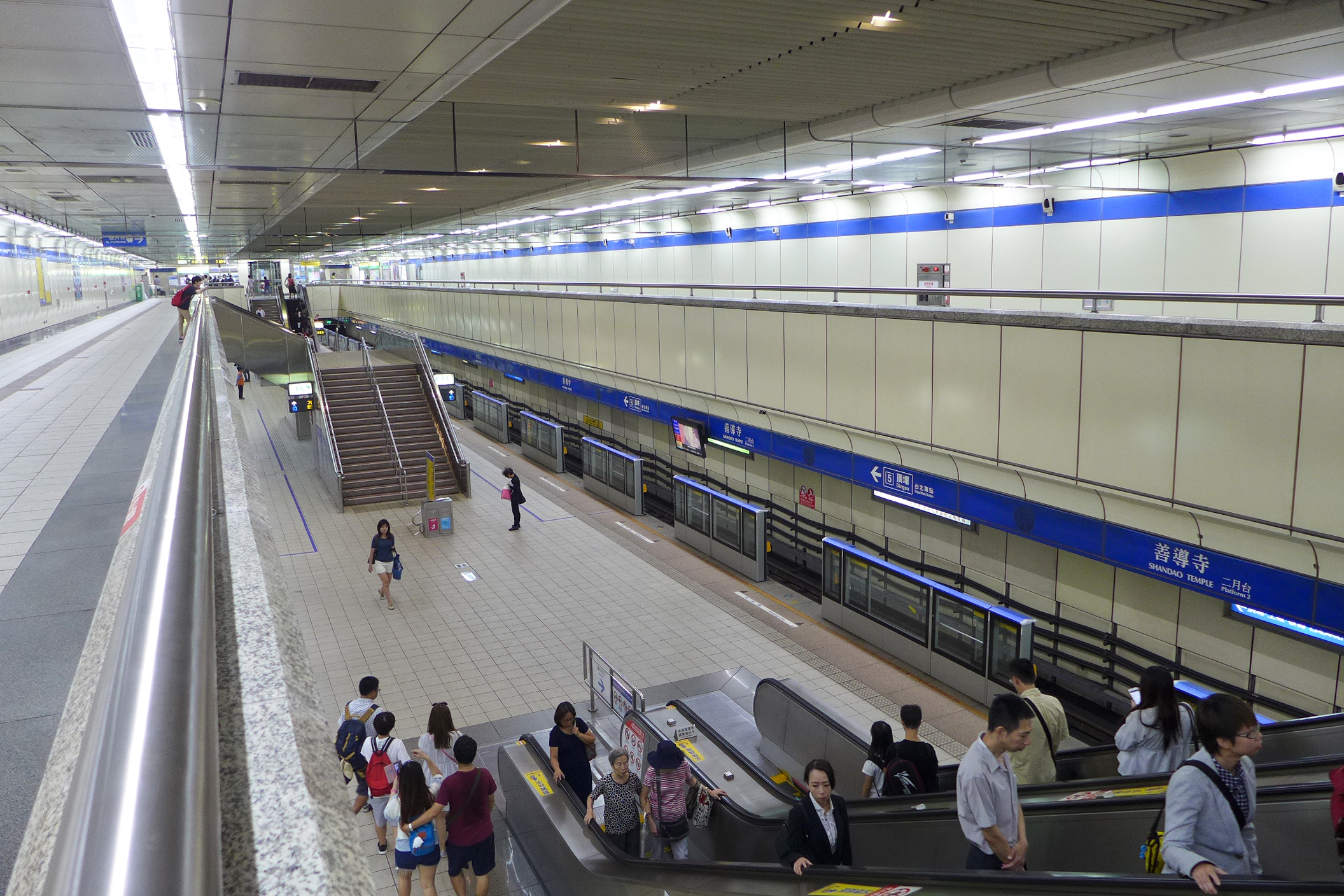
月台

善導寺站，副站名「華山」，位於臺灣台北市中正區，當地地名華山，為台北捷運板南線（南港線）的捷運車站。

## 車站概要
車站位於忠孝東路一段下方，林森南路口與紹興南北街口間，因此於工程時曾暫名為林森。站名取自所在地東北側的「善導寺」，車站編號為BL13。
因部分民眾反映，希望更改站名，目前站名加註「華山」作為副站名，取自原本該地的地名，附近為華山車站舊址，附近也有華山市場、華山藝文特區等以華山為名的建物名勝。華山一名是因日治時期該地屬於樺山町而得名，而樺山町為紀念第一任台灣總督樺山資紀而來。

## 車站構造
地下二層車站，一個島式月台，六個出入口。本站設有半高式月台門。

### 車站樓層
| 地面      | 出入口             | 出入口                                        |
| 地下 一樓 | 大廳層             | 車站大廳、詢問處、自動售票機、驗票閘門        |
| 地下 一樓 | 大廳層             | 洗手間（站體西側付費區外，近出口1、2）        |
| 地下 二樓 | 一月台             | ← 板南線 往南港展覽館方向（BL14 忠孝新生站）  |
| 地下 二樓 | 島式月台，左側開門 |                                               |
| 地下 二樓 | 二月台             | 板南線 往頂埔／亞東醫院方向（BL12 台北車站）→ |

### 車站出口
出口1～3位於車站西端，出口4～6位於車站東端，無障礙電梯位於出口3。其中，由於4號出口（青島社區出入口）正對著成功高中的後門，比起名為「成功高中」的3號出口更接近該校。
| 出入口                          | 圖片 | 位置             |
| ------------------------------- | ---- | ---------------- |
| 出入口1 · 設有手扶梯            |      | 內政部警政署     |
| 出入口2                         |      | 台北喜來登大飯店 |
| 出入口3 · 設有電梯 · 設有手扶梯 |      | 成功高中         |
| 出入口4 · 設有手扶梯            |      | 青島社區         |
| 出入口5                         |      | 華山市場         |
| 出入口6 · 設有手扶梯            |      | 善導寺           |
| 註： 設有電梯 \| 設有手扶梯     |      |                  |

## 歷史
- 1999年12月24日：隨著南港線「市政府－西門」段以及板橋線「西門－龍山寺」段正式通車而啟用[5]（p. 328）。
- 2003年：配合台北市政府改採漢語拼音為主要譯名標準的新政策，站名的官方英譯由原本威妥瑪拼音的Shantao Temple Station改為Shandao Temple Station。[6]
- 2010年2月8日：罹患憂鬱症的27歲邱姓男子於15時10分自二月台跳下，落入軌道凹槽，沒有生命危險。至15時59分處理完畢為止，西門站至忠孝復興站段採單線雙向營運模式長達49分鐘，數班列車延誤，交通一度大亂。捷運公司以妨礙行車為由對該男子進行開罰。[7]
- 2016年11月11日：半高式月台門正式啟用。
- 2020年5月15日：本站6號出口為配合增設電扶梯工程於即日起暫時封閉。[8]
- 2021年1月31日：本站重置後的6號出口重新開放。
- 2021年5月1日：本站1號出口為配合增設電扶梯工程暫時封閉。[9]
- 2022年2月26日：本站重置後的1號出口重新開放。

## 利用狀況
車站規模普通，東西兩側的進出口閘門都各有3個，車站東側設有橫渡線聯絡上、下行雙向軌道。由於鄰近學校與政府機關，本站的客源包含了成功高中、開南商工及國立臺北商業大學的學生，另外還有一些國立臺灣大學公衛學院學生、醫學院學生，以及忠孝東路沿線辦公大樓上班族、行政院、警政署、中正區行政中心的公務員。
根據2024年12月資料，本站每日旅運量約為49,238人次，在台北捷運各站中排行第35名。
| 年   | 年間      | 年間      | 年間       | 年間   | 單日平均 | 單日平均 |
| 年   | 上車      | 下車      | 上下車計   | 來源   | 上車     | 上下車   |
| ---- | --------- | --------- | ---------- | ------ | -------- | -------- |
| 1999 | 43,112    | 35,110    | 78,222     | [ 10 ] | 5,389    | 9,778    |
| 2000 | 2,967,646 | 2,905,009 | 5,872,655  | [ 10 ] | 8,108    | 16,046   |
| 2001 | 3,045,422 | 3,047,067 | 6,092,489  | [ 10 ] | [ 註 2 ] | [ 註 2 ] |
| 2002 | 3,911,378 | 3,920,622 | 7,832,000  | [ 10 ] | 10,716   | 21,458   |
| 2003 | 3,944,067 | 3,982,298 | 7,926,365  | [ 10 ] | 10,806   | 21,716   |
| 2004 | 4,188,695 | 4,382,881 | 8,571,576  | [ 10 ] | 11,445   | 23,420   |
| 2005 | 4,383,054 | 4,650,606 | 9,033,660  | [ 10 ] | 12,008   | 24,750   |
| 2006 | 4,863,029 | 5,212,848 | 10,075,877 | [ 10 ] | 13,323   | 27,605   |
| 2007 | 5,268,610 | 5,632,885 | 10,901,495 | [ 10 ] | 14,435   | 29,867   |
| 2008 | 5,639,067 | 6,044,754 | 11,683,821 | [ 10 ] | 15,407   | 31,923   |
| 2009 | 5,682,583 | 6,174,028 | 11,856,611 | [ 10 ] | 15,569   | 32,484   |
| 2010 | 5,987,946 | 6,469,802 | 12,457,748 | [ 10 ] | 16,405   | 34,131   |
| 2011 | 6,397,311 | 6,822,766 | 13,220,077 | [ 10 ] | 17,527   | 36,219   |
| 2012 | 6,675,937 | 7,068,753 | 13,744,690 | [ 10 ] | 18,240   | 37,554   |
| 2013 | 6,845,099 | 7,225,618 | 14,070,717 | [ 10 ] | 18,754   | 38,550   |
| 2014 | 7,244,952 | 7,602,624 | 14,847,576 | [ 10 ] | 19,849   | 40,678   |
| 2015 | 7,038,409 | 7,433,989 | 14,472,398 | [ 10 ] | 19,283   | 39,650   |
| 2016 | 7,257,756 | 7,576,897 | 14,834,653 | [ 10 ] | 19,830   | 40,532   |
| 2017 | 7,252,583 | 7,588,933 | 14,841,516 | [ 10 ] | 19,870   | 40,662   |
| 2018 | 7,504,468 | 7,813,286 | 15,317,754 | [ 10 ] | 20,560   | 41,966   |
| 2019 | 7,802,451 | 8,093,456 | 15,895,907 | [ 10 ] | 21,377   | 43,550   |

## 車站周邊
| | |
| - 華山1914文化創意產業園區 - 善導寺 - 行政院 (位於本站與台北車站間) - 臺北市開南高級中等學校 - 內政部警政署 - 中華民國審計部 - 喜來登酒店 - 華山市場 - 臺北市中正區行政中心 | - 臺北市立成功高級中學 - 國立臺北商業大學 - 台北國際藝術村 - 臺北市政府警察局中正第一分局忠孝東路派出所 - 臺北市公共自行車租賃系統 - 捷運善導寺站(1號出口) - 捷運善導寺站(3號出口) - 捷運善導寺站(3號出口)(忠孝東路側) - 捷運善導寺站(5號出口) - 經濟部標準檢驗局 - 中央聯合辦公大樓北棟 |

## 腳註

### 來源資料
1. ↑   (新闻稿). 台北捷運. 2016-04-11  [2016-04-11]. （原始内容存档于2016-04-11） （中文（臺灣））.
2. 1 2  . 臺北大眾捷運股份有限公司. 2021-01-15.
3. ↑  吳友友. . 風傳媒. 2015-09-17  [2022-10-19]. （原始内容存档于2022-10-19） （中文（臺灣））.
4. ↑  根據 Google 地圖的測量資料，4號出口距該校後門僅約90公尺，而3號出口步行至該校卻需要175公尺左右
5. 1 2  徐榮崇. . 臺北市文獻委員會. 2015年12月  [2020-01-04]. ISBN 9789860469875. （原始内容存档于2020-12-07）.
6. ↑  . 蘋果日報. 2003-11-24  [2020-12-27]. （原始内容存档于2021-01-12） （中文（臺灣））.
7. ↑  捷運站跳軌 男子重傷命危（页面存档备份，存于） 華視新聞網.2010-02-08
8. ↑  配合臺北市政府捷運工程局進行電扶梯改善工程 部分車站出口將於5月中封閉施工（页面存档备份，存于） 臺北大眾捷運股份有限公司.2020-05-14
9. ↑  配合臺北市政府捷運工程局進行電扶梯改善工程 善導寺站1號出口5月1日起封閉施工（页面存档备份，存于） 臺北大眾捷運股份有限公司.2021-04-29
10. ↑  臺北捷運公司. . 2019-02-26  [2019-08-10]. （原始内容存档于2020-11-28）. 臺北市統計資料庫查詢系統
11. ↑  傳統市(商)場-臺北市公有華山市場 （页面存档备份，存于）.臺北市市場處機關入口網.2023-05-03

## 外部連結
- 臺北大眾捷運股份有限公司（页面存档备份，存于）
- 臺北市政府捷運工程局（页面存档备份，存于）
- 善導寺站位置圖（台北捷運公司）（页面存档备份，存于）
- 善導寺站車站剖面相關位置圖（台北捷運公司）（页面存档备份，存于）
- 販賣店現況 （页面存档备份，存于）